# ماريو كوستا باربيرينا
ماريو كوستا باربيرينا (بالبرتغالية: Mário Costa Barberena‏) (17 نيسان / أبريل 1934 – 16 كانون الأول / ديسمبر 2013) هو عالم حفريات برازيلي.

## السيرة الذاتية
تخرج في التاريخ الطبيعي من جامعة كاتوليكا دو ريو غراندي دو سول من عام 1956 إلى 1959. أكمل الدكتوراه في جامعة هارفارد (1977-1978). كان محاضراً في الجامعة الاتحادية في ريو غراندي دو سول في عام 1974.
يحمل اسمه جنس (Barberenachampsa).